# Bandera de Papua Nova Guinea
La bandera de Papua Nova Guinea fou adoptada el dia 1 de juliol de 1971.
Els dos colors principals, negre i vermell, són des de fa temps els colors de les tribus papues.
A la part negra es representa la Creu del Sud que és la constel·lació més coneguda de l'hemisferi sud i apareix en nombreses banderes com les del Brasil, d'Austràlia o Nova Zelanda. La constel·lació és en blanc per recordar els colors de la bandera de l'Imperi Alemany, ja que Nova Guinea en fou colònia fins al 1918.
A l'altra part, la vermella, s'hi troba un paradisaeini, un ocell originari de l'illa.
La dissenyadora fou Susan Karike, una estudiant de 15 anys que va guanyar un concurs organitzat en tot el país per tal de determinar la futura bandera del país.